# Werner Skowron
Pour les articles homonymes, voir Skowron.
Werner Skowron, né le 30 octobre 1943 à Rückers (de nos jours Szczytna et mort le  18 mars 2016 à Fredersdorf-Vogelsdorf) est un homme politique est-allemand. Il est brièvement ministre des Finances en 1990.